# Nacker Mühle (Naturschutzgebiet)
Das Naturschutzgebiet Nacker Mühle befindet sich um die namensgebende Nacker Mühle bei Nack, einem Ortsteil von Lottstetten im Landkreis Waldshut am Hochrhein und an der Grenze zur Schweiz nahe den Orten Ellikon am Rhein und Rüdlingen. Mit der Nr. 3.200 ist es seit dem 10. März 1994 auf einer Fläche mit 30 ha als Naturschutzgebiet ausgewiesen.

## Schutzzweck
Schutzzweck ist die Erhaltung und Entwicklung der Terrassenkante und des Talbodens im Bereich der Nacker Mühle mit naturnahen, standorttypischen Laubwaldgesellschaften, Flachmoore, Seggenriede, Röhrichte und Quellbereiche 
- als Lebensraum zahlreicher seltener, zum Teil stark gefährdeter Tier - und Pflanzenarten
- als naturgeschichtliches Dokument für umfangreiche Kalksinterbildungen im Bereich von Quellhorizonten und naturnahen Bachläufen und
- des auf nährstoffarmen Schotterterrassen stockenden standortstypischen Laubwaldes im Süden des Gebietes als Beispiel einer ehemals weitverbreiteten Bewaldungsform.